# Carl Martin Redlich
Carl Martin Redlich (* 20. Julijul. / 1. August 1853greg. Gut Uudeküla, Kirchspiel Ambla, Kreis Järva; † 22. Septemberjul. / 4. Oktober 1896greg. in Vaivara) war ein estnischer Dichter.

## Leben und Werk
Redlich besuchte die Kreisschule in Rakvere und später das Lehrerseminar in Tartu, ohne dort jedoch einen Abschluss zu machen. Später arbeitete er als Telegraphenbeamter bei der Eisenbahn und als Gemeindeschreiber.
In seinen Gedichtbänden ahmte er die Dichtung Lydia Koidulas nach, was ihm zeitgenössisches Lob eintrug. Später wurden seine Gedichte als epigonal und wenig eigenständig beurteilt. Eines seiner Gedichte fand auch Eingang in eine deutsche Anthologie.
Popularität erlangte Redlich durch seine Unterhaltungsbücher, die heute jedoch ebenfalls völlig vergessen sind.

## Bibliografie
- Lille põõsas ehk elu ja armastus ('Ein Blumenstrauch oder Leben und Liebe'). Tartu: Schnakenburg 1875. 25 S.
- Metsa roosid ('Waldrosen'). Tartu: Schnakenburg 1876. 22 S.
- Naisterahwa kolm elu-iga ('Die drei Lebensalter der Frau'). Tartu: Schnakenburg 1878. 20 S.
- Oh rõõmusta ja laula! ('Oh freu dich und singe!'). Tartu: Schnakenburg 1879. 28 S.
- Rätsepa elu ja olu ('Leben und Sein eines Schneiders'). Tartu: [s.n.] 1879. 24 S.
- Tule ja loe imet! ('Komm und lies ein Wunder!'). Tartu: Schnakenburg 1879. 107 S.
- Silma-moondaja ehk Nõiduse kunst ('Der Gaukler oder die Kunst des Hexens'). Tartu: Schnakenburg 1880. 69 S.
- Tululik arsti-rohi meelehaiguse wasta ('Einträgliche Arznei gegen Geisteskrankheit'). Tartu: W. Just 1880. 32 S.